# Stampa a caldo

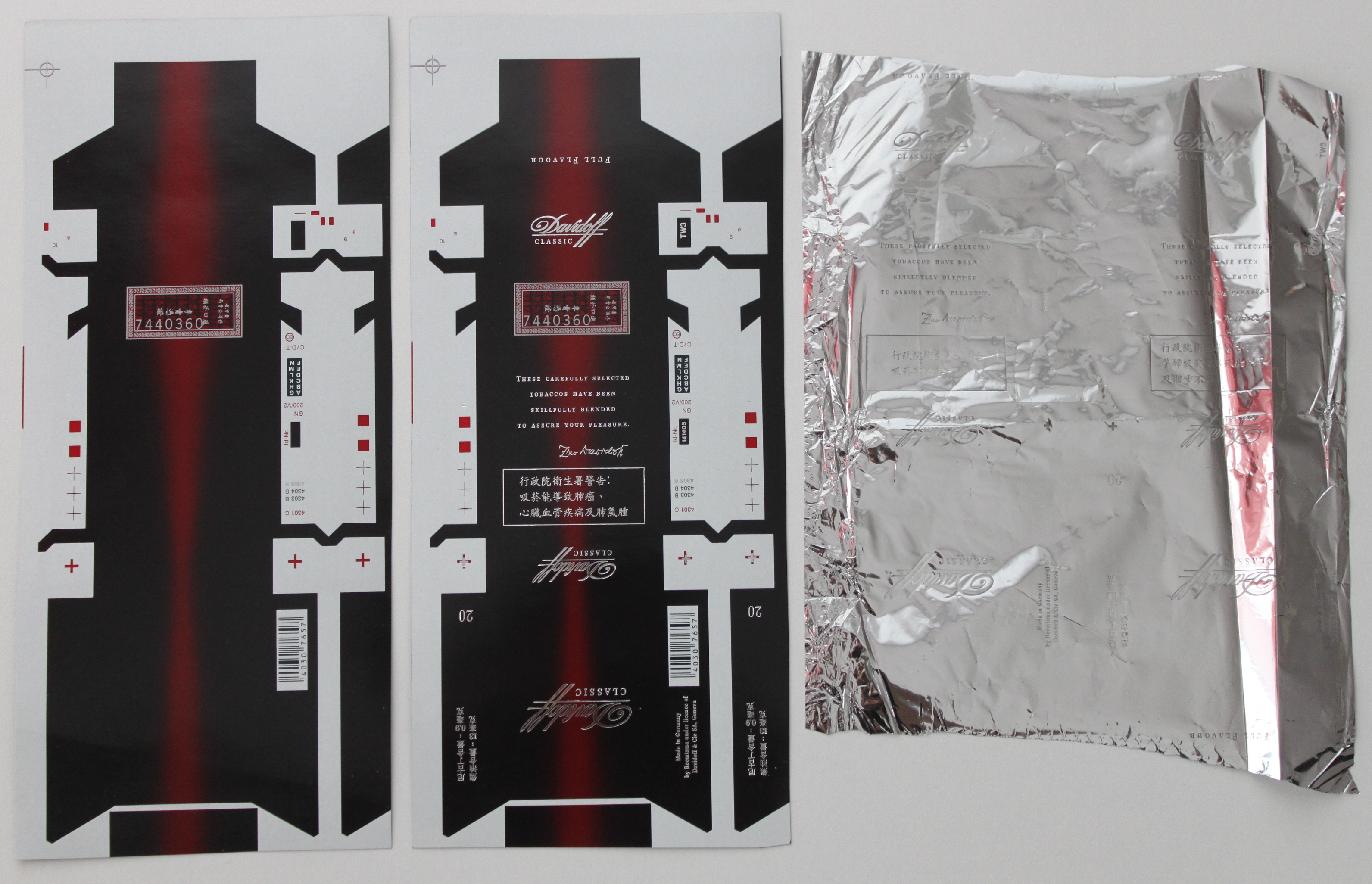
Un imballaggio prima (a sinistra) e dopo una stampa a caldo (al centro), con sulla destra la matrice metallica

La Stampa a caldo è un sistema di stampa diretta a bobina, nel quale il trasferimento dell'elemento di contrasto è ottenuto con l'effetto combinato di pressione, calore e velocità di distacco.

L'elemento di contrasto termotrasferibile è interposto tra la forma da stampa e il supporto da stampa.
La temperatura adeguata per poter stampare deve rimanere tra i 90° ed i 150 °C
La matrice può essere di ottone, acciaio, rame, magnesio, "silicone" o ergal.